# Portada/article maig 7

## Coordenades polars
En la matemàtica, el sistema de coordenades polars és un sistema de coordenades de dues dimensions en el qual cada punt en un pla està determinat per un angle i una distància. El sistema de coordenades polars és especialment útil quan la relació entre dos punts s'expressa més bé en termes d'angles i distàncies. En el sistema més conegut, el cartesià o de coordenades rectangulars, aquestes relacions cal trobar-les a partir de les funcions trigonomètriques.
Com que el sistema de coordenades és de dues dimensions, cada punt ve determinat per dues coordenades polars: la coordenada radial i la coordenada angular. La coordenada radial (normalment denotada per r) denota la distància del punt al punt central (conegut com a pol i equivalent a l'origen en el sistema cartesià). La coordenada angular (també anomenada angle polar o angle azimutal, i normalment denotat per θ o t) denota l'angle positiu (o angle mesurat en sentit antihorari) per arribar al punt a partir de l'eix polar o radi de 0° (que és equivalent a l'eix x positiu en les coordenades cartesianes).